# Ома (Ненецкий автономный округ)
О́ма — село в Заполярном районе Ненецкого автономного округа России, административный центр Омского сельсовета.

## География
Село находится на реке Оме в пограничной зоне.

## Население
| 2002 | 2010 |
| ---- | ---- |
| 795  | ↘763 |

Численность населения деревни, по данным Всероссийской переписи населения 2010 года, составляла 763 человека.

## Уроженцы
- Гмырин, Михаил Аркадьевич — российский муниципальный деятель, мэр Северодвинска.

## Экономика
Основные занятия населения — оленеводство и молочное животноводство. Центральная база СПК  «Восход».

## Транспорт
Регулярные авиарейсы выполняются три раза в неделю из Нарьян-Мара и Архангельска на самолёте Ан-2 или на вертолёте Ми-8. Грузы доставляются морем в период навигации из Архангельска.

## Улицы
- Берёзовая
- Лесная
- Механизаторов
- Молодёжная
- Набережная
- Новый переулок
- Оленная
- Победы
- Полярная
- Почтовая
- Речная
- Рябиновая
- Садовая
- Северная
- Центральная
- Школьная

## Сотовая связь
Оператор сотовой связи стандарта GSM: МТС.

## Радио
- 102,0 Север FM

## Телевидение
- Первый мультиплекс
- Второй мультиплекс